# Neuengland-Hurrikan (1927)
Der Neuengland-Hurrikan von 1927, auch bekannt als die Neuengland-Flut von 1927, war eine große Flutkatastrophe, die Anfang November 1927 in den Bundesstaaten Massachusetts, Vermont, Maine und Rhode Island große Schäden verursachte. 85 Menschen starben durch diese Katastrophe, davon 84 in Vermont, unter ihnen der amtierende Vizegouverneur von Vermont, Hollister Jackson und eine Person in Rhode Island. 1258 Brücken, alleine an den größeren Flüssen, wurden zerstört sowie unzählige private Häuser und weitere Gebäude, die teilweise von den Wassermassen mitgerissen wurden, zusätzlich große Teile der Straßen- und Eisenbahninfrastruktur.

## Ursache
Am 2. November trafen in den Green Mountains zwei Sturmfronten aufeinander. Ein tropischer Sturm aus Süden und eine Kaltfront aus Westen sorgten für starke Regenmengen. Nachdem bereits der Oktober mehr als 150 % der üblichen Niederschlagsmenge gebracht hatte, war der Boden nicht mehr in der Lage, diese erneuten Regenmengen aufzunehmen. An der Messstation des National Weather Bureaus in Northfield wurden vom Abend des 2. Novembers bis zum Morgen des 4. Novembers 8,71 inches Niederschlag gemessen. Jedoch gab es auch Gegenden, in denen bis zu 15 inches Niederschlag gemessen wurden.

## Auswirkungen
Diese Regenmengen hatten großflächige Überschwemmungen zur Folge. Im Zentrum der Überschwemmungen lag der Connecticut River mit dem White River Valley. Weiter erstrecken sie sich bis zum Lake Champlain und nach Osten bis ins Merrimack River Basin. Der White River erreichte dabei eine Höhe von 10,66 m oder 5,20 m über normal und somit seinen höchsten jemals gemessenen Pegelstand.
Diese Wassermassen führten zusammen mit der hohen Strömungsgeschwindigkeit entlang des Connecticut Rivers zu unzähligen Schäden an Brücken, Häusern und anderen Bauwerken. Die Krone des Holyoke Power Dam wurde um etwa 4,5 m überspült und als am 7. November die Hochwasserwelle Hartford bei White River Junction erreichte, hatte sie eine Höhe von etwa 8,8 m.
Ebenfalls stark betroffen war das Tal des Winooski Rivers. Hier fielen 5 bis 7 inches Niederschlag innerhalb von 24 Stunden. Die Innenstadt von Montpelier stand etwa 3 m unter Wasser. Durch die Wassermassen starben in dieser Gegend 55 Menschen. Die meisten wurden in der Nacht von den starken Regenfällen überrascht und hatten oft keine Möglichkeit mehr sich vor den Wassermassen in Sicherheit zu bringen, da Straßen und Brücken bereits zerstört waren.
Viele Nebenflüsse des Hudson Rivers wie der Batten Kill oder der Hoosic River führten Rekordhochwasser, dies gab es auch in großen Bereichen von Maine, hier hauptsächlich im Androscoggin County.
85 Menschen kamen ums Leben, 84 in Vermont und eine Person in Rhode Island, es wurden 1450 Brücken zerstört sowie etwa 690 Farmen. Etwa 9000 Menschen wurden obdachlos, Straßen und Eisenbahnstrecken wurden beschädigt, genauso Strom- und Telefonleitungen und die Postverteilung musste eingestellt werden. Die Schäden summierten sich auf etwa 40 Mio. US-Dollar, dies entsprach im Jahr 1997 etwa 960 Mio. US-Dollar.

## Folgen der Flut
Präsident Calvin Coolidge lobte in einer Rede, der Brave Little State of Vermont speech am 21. September 1928 in Bennington den Einsatz- und Aufbauwillen der Bevölkerung von Vermont mit den Worten:

[...]I love Vermont because of her hills and valleys, her scenery and invigorating climate, but most of all because of her indomitable people. They are a race of pioneers who have almost beggared themselves to serve others. If the spirit of liberty should vanish in other parts of the Union, and support of our institutions should languish, it could all be replenished from the generous store held by the people of this brave little state of Vermont

„Ich liebe Vermont für ihre Berge und Täler, ihre Landschaften und das Reizklima, aber am Meisten für ihre unbeugsamen Menschen. Dies ist eine Rasse von Pionieren, die sich fast an den Bettelstab begeben, um anderen zu dienen. Sollte der Geist der Freiheit in anderen Teilen der Union schwinden und die Unterstützung unserer Institutionen sollte sich verzehren, es könnte alles von dem großzügigen Speicher der Menschen in diesem tapferen kleinen Bundesstaat Vermont aufgefüllt werden.“

In diesem Jahr bis zum Besuch des Präsidenten musste sich der Bundesstaat zum ersten Mal in seiner Geschichte Geld von der Regierung in Washington leihen um den Wiederaufbau der Infrastruktur zu ermöglichen. Für etwa 8 Mio. US-Dollar wurden 200 Straßenmeilen gebaut, alleine im Jahr 1928 wurden 1329 Brücken ersetzt. Der Bundesstaat erhielt 2,6 Mio. US-Dollar als Hilfeleistung durch die US-Regierung. Weiteres Geld der US-Regierung ging an Hilfsorganisationen wie das Rote Kreuz oder Veteranenorganisationen des Ersten Weltkrieges, die nach Vermont kamen und Dämme bauten sowie andere Arbeiten ausführten.

## Verarbeitung in der Literatur
- H. P. Lovecraft: Der Flüsterer im Dunkeln (The Whisperer in Darkness), Weird Tales, August 1931